# Operation Double Strike

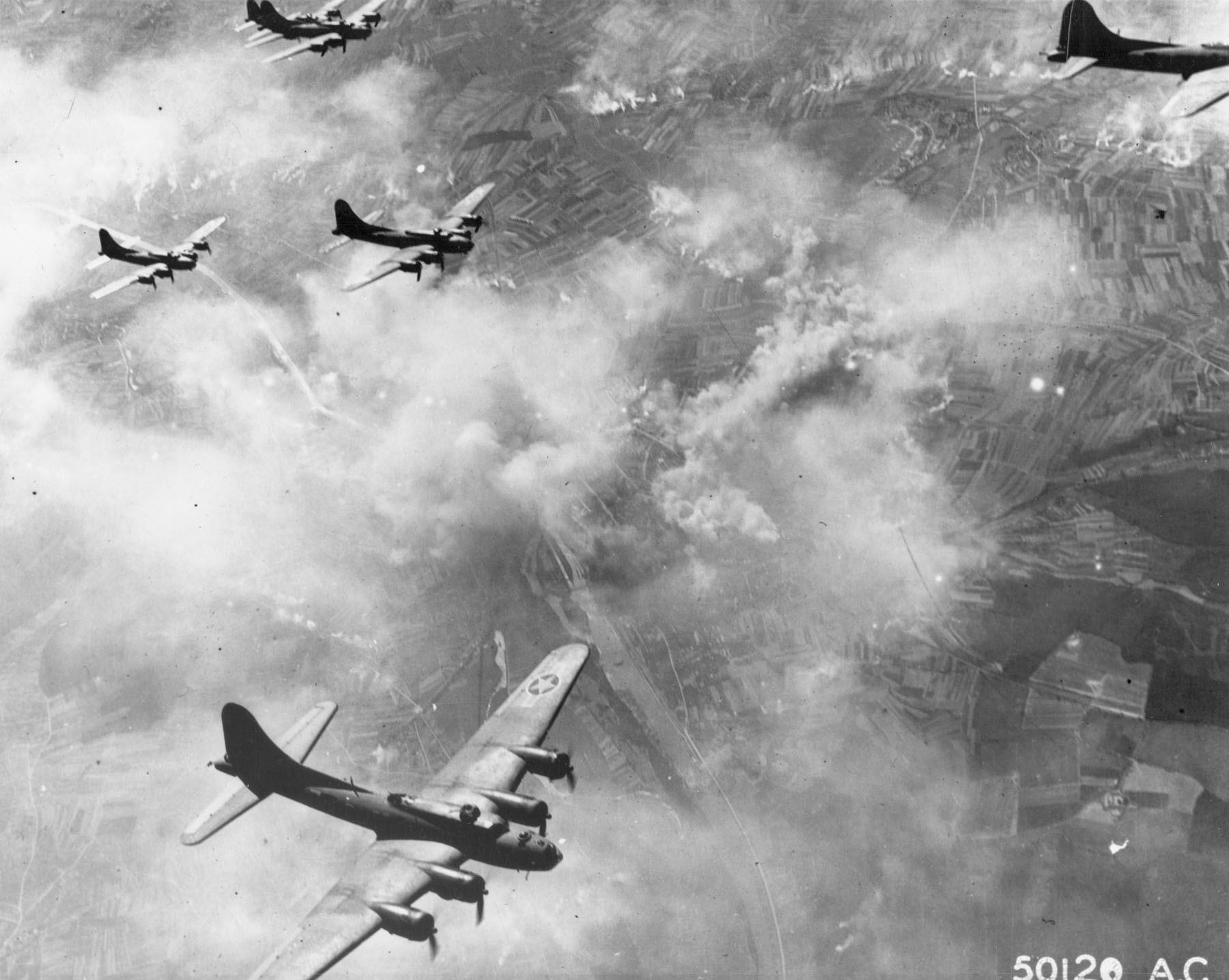
Boeing B-17 am 17. August 1943 über Schweinfurt

Operation Double Strike war der Codename einer amerikanischen Luftangriffsoperation im Zweiten Weltkrieg. Sie fand am 17. August 1943 statt. Angriffsziele waren Regensburg und Schweinfurt. Für die United States Army Air Forces (USAAF) war es eine der verlustreichsten Operationen überhaupt.

## Der Plan
Am 17. August 1942 hatte die 8. US-Luftflotte ihren ersten Einsatz in Europa geflogen. Genau ein Jahr später unternahm sie ihren bislang ehrgeizigsten Angriff. Zum ersten Mal sollten dabei schwere amerikanische Bomberverbände zwei Ziele tief im feindlichen Hinterland gleichzeitig bombardieren.
Das erste Ziel war das Messerschmitt-Werk in Regensburg-Prüfening, wo unter anderem das Jagdflugzeug Bf 109 produziert wurde, aber auch Seeminen- und Torpedohüllen sowie Leichtmetallteile für U-Boot-Türme. Der zweite Verband sollte Schweinfurt angreifen, welches das Zentrum der deutschen Kugellagerindustrie war.

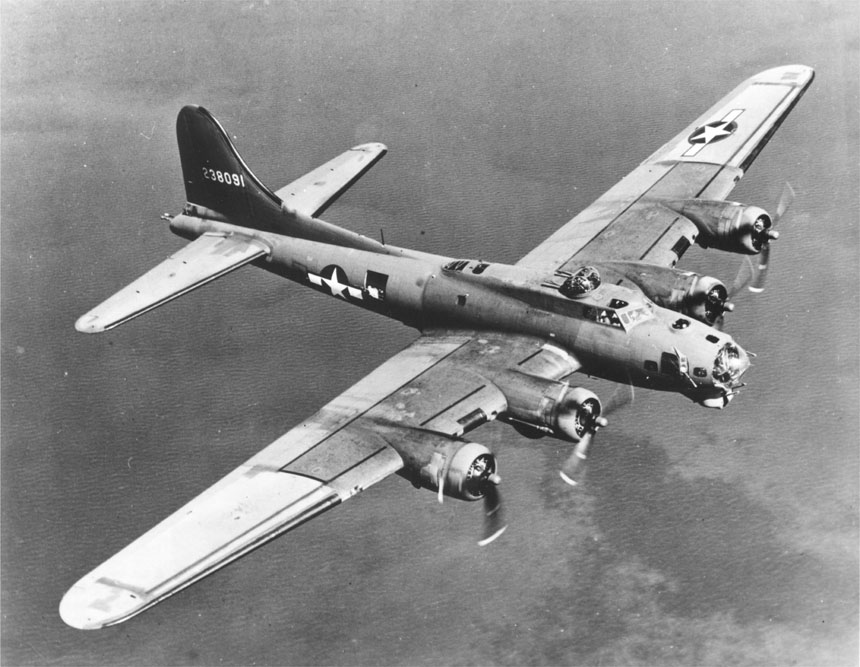
Boeing B-17 „Flying Fortress“

Beide Ziele lagen in Bayern und damit im Süden des Reichsgebietes, was von England aus einen sehr langen An- bzw. Rückflug bedeutete. Die Reichweite der damaligen amerikanischen Jagdflugzeuge war noch zu begrenzt, um die Bomber auf dem gesamten Weg zu schützen. Um die eigenen Verluste zu minimieren, griffen die USAAF deshalb auf zwei Kriegslisten zurück. Zum einen sollte der Schweinfurter Verband nur kurz nach dem für Regensburg bestimmten starten. Dies hätte der deutschen Luftwaffe die Bekämpfung dieser Bomber deutlich erschwert, da ihre eigenen Jagdflugzeuge nach dem ersten Angriff zum Auftanken und Aufmunitionieren zu ihren Fliegerhorsten hätten zurückkehren müssen. Die erste Welle der US-Bomber sollte nach der Bombardierung der Messerschmitt-Werke in Regensburg nicht wieder nach England zurückfliegen, sondern nach Süden abdrehen und in Nordafrika (in Bône, Berteaux und Telergma in Französisch-Algerien) landen. Somit sollten sie den deutschen Jägern entgehen, die ihnen entlang der vermeintlichen Rückflugroute auflauerten.
Den Angriff auf Regensburg sollte die 3rd Air Division unter der Führung von Colonel Curtis E. LeMay drei sogenannten Provisional Combat Bombardment Wings (401st, 402nd und 403rd PCBW) ausführen. Diese drei Gefechtsverbände in Geschwaderstärke bestanden zusammen aus sieben Bombergruppen mit insgesamt 146 Bombern vom Typ Boeing B-17. Diese Maschinen waren aufgrund der langen Flugstrecke nach Nordafrika mit speziellen Langstreckentanks ausgerüstet worden, die den Spitznamen Tokyo Tank trugen.
Für Schweinfurt war die 1st Air Division unter General Robert B. Williams vorgesehen mit insgesamt drei PCBWs (101st, 102nd und 103rd PCBW) und einer Composite Group – zusammen insgesamt zwölf Bombergruppen mit 230 Flugzeugen.
Weiterhin waren an der Operation zahlreiche Jagdflugzeuge, Jagdbomber und leichte Bomber beteiligt, die den B-17 Begleitschutz geben sowie Ablenkungsangriffe auf Ziele in Frankreich und den Niederlanden fliegen sollten.
Als Ausweich- und Nebenziele waren anstelle Regensburgs vorgesehen
- Rüstungsbetriebe in Allach und
- das Stadtzentrum von München

sowie anstelle Schweinfurts
- eine Maschinenbaufabrik in Frankfurt
- ein Rangierbahnhof in Aachen und
- eine Instrumentenfabrik in Bonn.

## Der Angriff auf Regensburg
Die für das Angriffsziel Regensburg bestimmten 146 Bomber hoben gegen 7 Uhr Ortszeit von ihren Basen in England ab. Bis zum Erreichen der deutschen Westgrenze verlief der Einsatz ohne große Probleme.
Nachdem jedoch die Begleitschutzjäger vom Typ P-47 Thunderbolt wegen ihrer begrenzten Reichweite abdrehen mussten, waren die Bomber beinahe schutzlos den Angriffen der deutschen Luftwaffe ausgesetzt. Diese setzte nicht nur konventionelle Jagdflugzeuge, sondern zum ersten Mal auch großkalibrige Luft-Luft-Raketen ein, die aus Nebelwerfer-Projektilen entwickelt worden waren. Einige deutsche Maschinen ließen von oben sogar Bomben mit Zeitzünder in den amerikanischen Verband fallen.
Um 12:24 Uhr Ortszeit wurde in Regensburg Luftalarm gegeben. Um 12:31 Uhr startete vom Messerschmitt-Werksflughafen aus die Industrieschutzstaffel mit sechs Maschinen vom Typ Bf 109 G-6. Eine dieser Maschinen schoss bei Hemau noch eine B-17 ab. Insgesamt wurden zwölf B-17 des für Regensburg bestimmten US-Verbandes vor Erreichen des Ziels von den Deutschen abgeschossen; zuvor hatten schon sieben Maschinen wegen technischer Probleme den Rückweg nach England antreten müssen.
Um 12:42 Uhr fielen die ersten Bomben. Insgesamt wurden 971 Sprengbomben zu je 500 Pfund (227 kg) sowie 448 Brandbombenbündel zu je 112 kg abgeworfen. Davon trafen rund 70 Prozent auf das Werksgelände und den Flugplatz. Der Beschuss durch deutsche Flak war nur schwach und ungenau (einige Batterien konnten nur Sperrfeuer schießen, da sich sämtliche Zielgeräte zur Überprüfung bei einer Nachbarbatterie befanden). Nach dem Angriff drehte der Verband wie vorgesehen nach Süden ab. Um 14:13 Uhr erfolgte in Regensburg Entwarnung.
Insgesamt gingen bei dem Angriff auf Regensburg 24 B-17-Bomber mit etwa 200 Mann Besatzung verloren. Etwa fünfzig Maschinen waren mehr oder weniger schwer beschädigt. Zwei Bomber landeten in der Schweiz. Die größten Verluste erlitt die 100th Bombardment Group mit 9 von 21 eingesetzten Maschinen. Auch bei späteren Angriffen waren ihre Verluste sehr hoch, was ihr den Spitznamen Bloody Hundredth eintrug.
Auf deutscher Seite kamen etwa 400 Menschen ums Leben, darunter allein 91 Lehrlinge und zahlreiche meist sowjetische Kriegsgefangene. Die meisten wurden in Massengräbern auf dem Oberen Katholischen Friedhof beigesetzt. Einige wenige Wohnhäuser wurden beschädigt oder zerstört, aber der Schaden an zivilen Gebäuden blieb gering, da sich das Werk damals noch weit außerhalb der Stadt befand. Das unmittelbar neben dem Flugplatz liegende Krankenhaus der Barmherzigen Brüder wurde kaum in Mitleidenschaft gezogen. In den folgenden drei Wochen konnte in Regensburg kein Flugzeug produziert werden. Im Dezember wurde die Fertigungsquote vom Juli wieder erreicht, die Alliierten hatten mit einem Ausfall von neun Monaten gerechnet. Die Endmontage der Bf 109-Jäger wurde nach dem Luftangriff großenteils ins nahegelegene Werk in Obertraubling verlagert. Darüber hinaus wurden für die Produktion von Flugzeug-Teilen zunehmend KZ-Häftlinge in diversen Konzentrationslagern herangezogen; so zum Beispiel im KZ Flossenbürg.

## Der Angriff auf Schweinfurt
Der für das Ziel Schweinfurt vorgesehene Verband sollte eigentlich bereits zehn Minuten nach dem ersten starten. Aufgrund dichten Nebels auf den Flughäfen der zweiten Angriffswelle verzögerte sich der Abflug jedoch um drei Stunden – Zeit genug für die Jäger der Luftwaffe, sich auf eine weitere Schlacht vorzubereiten. Bereits auf dem Hinweg wurde die 1st Air Division massiv angegriffen. Die schwersten Luftkämpfe dieses Tages ereigneten sich jedoch während des Rückfluges über Westdeutschland und Belgien. Insgesamt gingen von den 230 B-17-Maschinen dieses Verbandes 36 verloren; 122 wurden beschädigt, davon 27 schwer.
183 B-17 erreichten Schweinfurt und warfen 719 Sprengbomben zu je 500 Pfund (227 kg), 235 Sprengbomben zu je 1.000 Pfund (454 kg) sowie 1.017 Brandbombenbündel zu je 112 kg ab. Die Kugellagerindustrie in Schweinfurt wurde schwer getroffen. Allerdings gelang es dem deutschen Reichsminister für Bewaffnung und Munition Albert Speer, die Auswirkungen auf die deutsche Rüstungsindustrie – auch durch Importe aus der Schweiz und Schweden – weitgehend zu kompensieren.
Zwei Monate nach dem Unternehmen Double Strike griffen die USAAF am 14. Oktober 1943 erneut Schweinfurt an. Dabei wurden 60 Fliegende Festungen abgeschossen, weitere 17 mussten aufgrund von Bruchlandung oder schwerer Beschädigung abgeschrieben werden und 121 weitere erlitten moderate Beschädigungen, während mehr als 600 Mann der Besatzungen getötet oder verwundet wurden oder vermisst blieben.  Dieser Tag ging später als Schwarzer Donnerstag (englisch Black Thursday) in die Geschichte der amerikanischen Luftwaffe ein.

## Fazit
Insgesamt wurden bei dem Unternehmen Double Strike 60 Fliegende Festungen sowie einige Jagdflugzeuge von den Deutschen abgeschossen; etwa 600 Amerikaner kamen dabei ums Leben. Dazu kamen 176 mehr oder weniger schwer beschädigte Bomber, von denen einige nur mit Mühe wieder ihren Einsatzflughafen erreichten und anschließend verschrottet werden mussten.
Von den 60 abgestürzten Bombern wurden nach Angaben der USAAF:
- 41 von deutschen Jägern abgeschossen
- 4 gingen bei Unfällen und
- 14 aus unbekannten Gründen verloren.
- 1 Flugzeug wurde von der Flak abgeschossen.

Von den 176 beschädigten Maschinen gingen:
- 76 auf das Konto der Flak
- 57 auf das der Jäger und
- 43 wurden aus sonstigen Gründen beschädigt.

Die deutsche Flak konnte demnach zwar zahlreiche Bomber beschädigen, aber nur sehr wenige tatsächlich zum Absturz bringen.
Die Luftwaffe verlor 25 von insgesamt etwa 300 (meist einmotorigen) Maschinen und einige Besatzungsmitglieder (auch wenn die USAAF über weit höhere Verluste berichtete).
Bereits am 1. August 1943 waren bei der Operation Tidal Wave gegen die Ölfelder im rumänischen Ploiești von 177 eingesetzten schweren viermotorigen Bombern des Typs B-24 Liberator 53 abgeschossen und 55 schwer beschädigt worden. Dies sowie Double Strike und der bereits erwähnte Oktober-Angriff auf Schweinfurt veranlasste die Amerikaner, vorerst auf Angriffe tief ins Feindesland zu verzichten. Erst mit der Einführung des Langstreckenjägers P-51 Mustang konnte wieder an derartige Operationen gedacht werden.